# آتش‌سوزی معدن سنترالیا

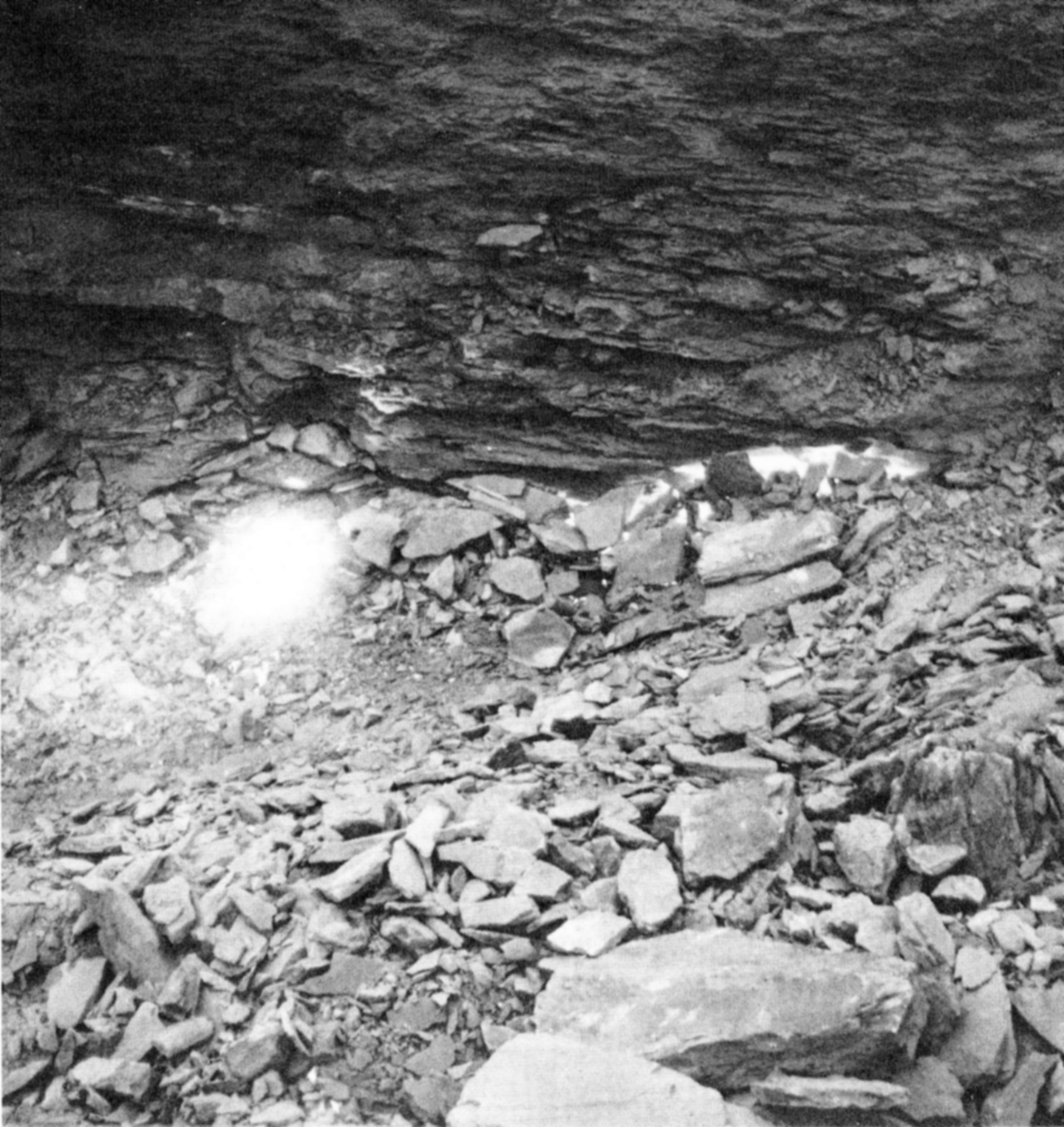
بخش کوچکی از آتش‌سوزی معدن سنترالیا پس از آشکار شدن در حین حفاری در سال ۱۹۶۹

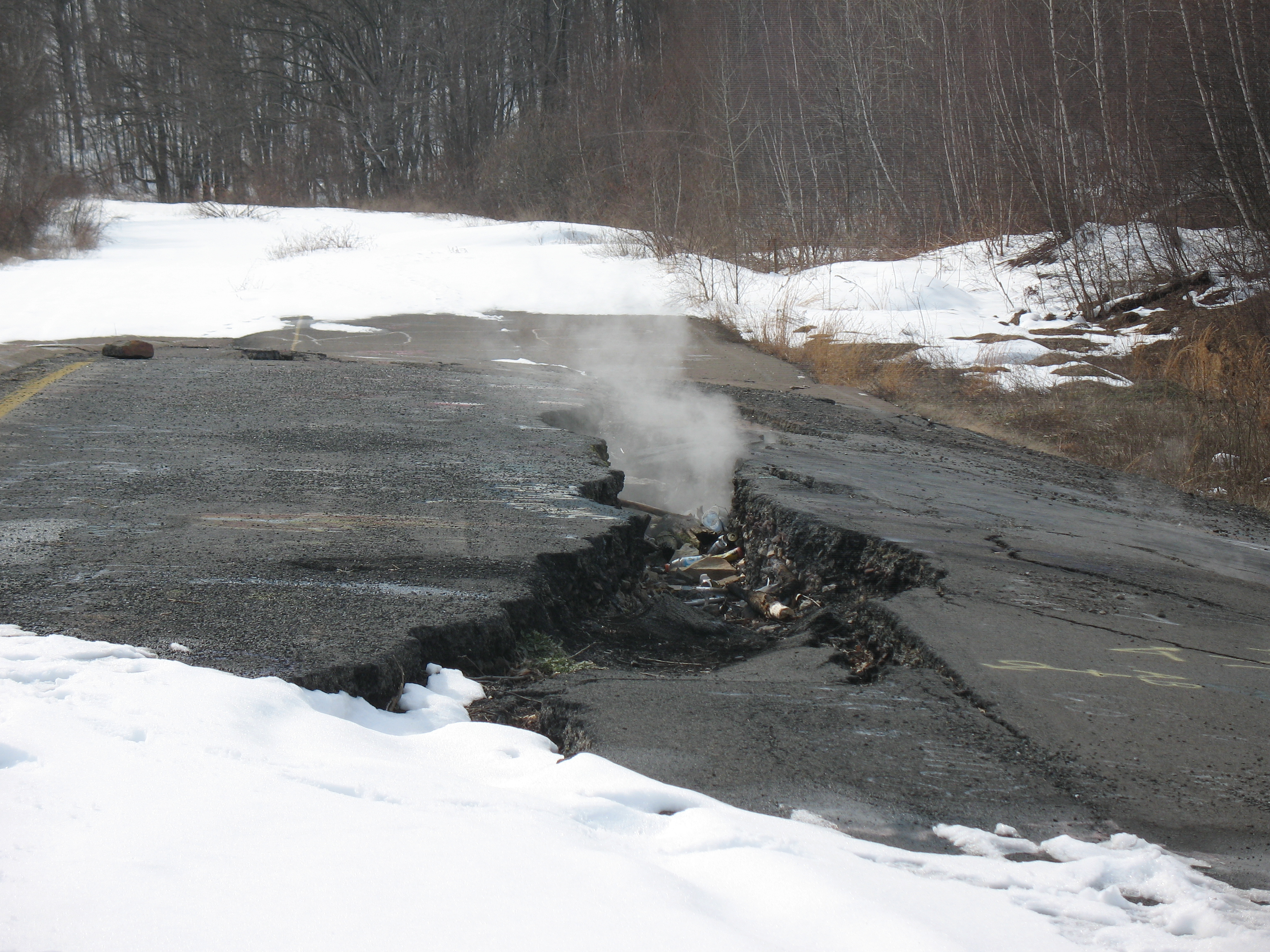
بخار از شکافی در زمین در منطقهٔ بستهٔ سابق جادهٔ ۶۱ پنسیلوانیا در سال ۲۰۱۰ بالا می‌آید. برف آب شده که زمین اطراف آن را پوشانده، مناطقی را نشان می‌دهد که گرما از زمین زیرین در حال خروج است.

آتش‌سوزی معدن سنترالیا، آتش‌سوزی لایه‌های زغال‌سنگ است که از حداقل ۲۷ مه ۱۹۶۲ در هزارتوی معادن زغال‌سنگ متروکه در زیر شهر سنترالیا، پنسیلوانیا، ایالات متحده در حال سوختن است. علت اصلی و تاریخ شروع آن هنوز مورد بحث است.  این آتش‌سوزی در عمقی تا حدود ۳۰۰ فوت (۹۰ متر) و در مسیری به طول ۸ مایل (۱۳ کیلومتر) در وسعتی برابر با ۳٬۷۰۰ جریب (معادل ۱۵ کیلومتر مربع) در حال سوختن است.
با توجه به سرعت فعلی، پیش‌بینی می‌شود که این آتش‌سوزی بتواند بیش از ۲۵۰ سال ادامه یابد. در دهه ۱۹۸۰، به‌دلیل این آتش‌سوزی، شهر سنترالیا تقریباً به‌طور کامل متروکه شد. در زمانی که گمان می‌رود آتش آغاز شده باشد، حدود ۱٬۵۰۰ نفر در شهر زندگی می‌کردند، اما طبق آمار سال ۲۰۱۷، جمعیت سنترالیا به تنها ۵ نفر کاهش یافته و اکثر ساختمان‌های آن نیز تخریب شده‌اند.

## پیش‌زمینه
در تاریخ ۷ مه ۱۹۶۲، شورای شهر سنترالیا برای بررسی آمادگی‌های مربوط به روز یادبود و برنامه‌ریزی جهت پاک‌سازی محل دفن زباله شهر تشکیل جلسه داد. این محل دفن زباله همان سال تأسیس شده بود. گودال مربوطه، به طول ۳۰۰ فوت و عرض ۷۵ فوت (حدود ۹۱ متر در ۲۳ متر)، شامل یک معدن روباز متروکه به عمق ۵۰ فوت (۱۵ متر) بود که در سال ۱۹۳۵ توسط فردی به نام ادوارد ویتنی [نیاز به توضیح بیشتر] پاک‌سازی شده بود. این گودال به گوشه شمال‌شرقی گورستان Odd Fellows بسیار نزدیک بود. در سطح شهر سنترالیا هشت محل تخلیه زباله غیرقانونی وجود داشت، و هدف شورای شهر از ایجاد این محل دفن زباله جدید در یکی از معادن متروکه، جلوگیری از ادامه تخلیه‌های غیرمجاز بود؛ چرا که طبق مقررات جدید ایالتی، شهر مجبور به بستن محل دفن زباله قبلی در غرب گورستان سنت ایگنیشس شده بود. اگرچه متولیان گورستان با نزدیکی این محل دفن زباله به قبرستان مخالفت داشتند، اما با توجه به شدت مشکل تخلیه زباله‌های غیرقانونی در دیگر نقاط شهر، این اقدام را به عنوان راه‌حلی عملی برای حل معضل زباله‌ها پذیرفتند.
ایالت پنسیلوانیا در سال ۱۹۵۶ قانونی پیشگیرانه به تصویب رساند که استفاده از محل‌های دفن زباله در معادن روباز را تنظیم می‌کرد، زیرا مشخص شده بود که این‌گونه محل‌ها می‌توانند منجر به آتش‌سوزی‌های مخرب در معادن شوند. بر اساس این قانون، برای استفاده از چنین گودال‌هایی، شهرداری‌ها ملزم به دریافت مجوز و انجام بازرسی‌های منظم بودند. جورج سگاریتوس، بازرس منطقه‌ای محل‌های دفن زباله که برای اداره معادن و صنایع معدنی (DMMI) کار می‌کرد، زمانی که متوجه وجود سوراخ‌هایی در دیواره‌ها و کف گودال شد، نسبت به وضعیت آن ابراز نگرانی کرد. چنین سوراخ‌هایی خطرناک تلقی می‌شدند، چرا که معادن روباز اغلب به معادن قدیمی‌تر زیرزمینی نفوذ می‌کردند و امکان گسترش آتش‌سوزی وجود داشت. سگاریتوس نگرانی خود را به جوزف تایگ Tighe)، عضو شورای شهر سنترالیا، اعلام کرد و خاطرنشان ساخت که برای استفاده ایمن از این گودال، باید کف آن با موادی غیرقابل اشتعال پُر شود.

## آتش

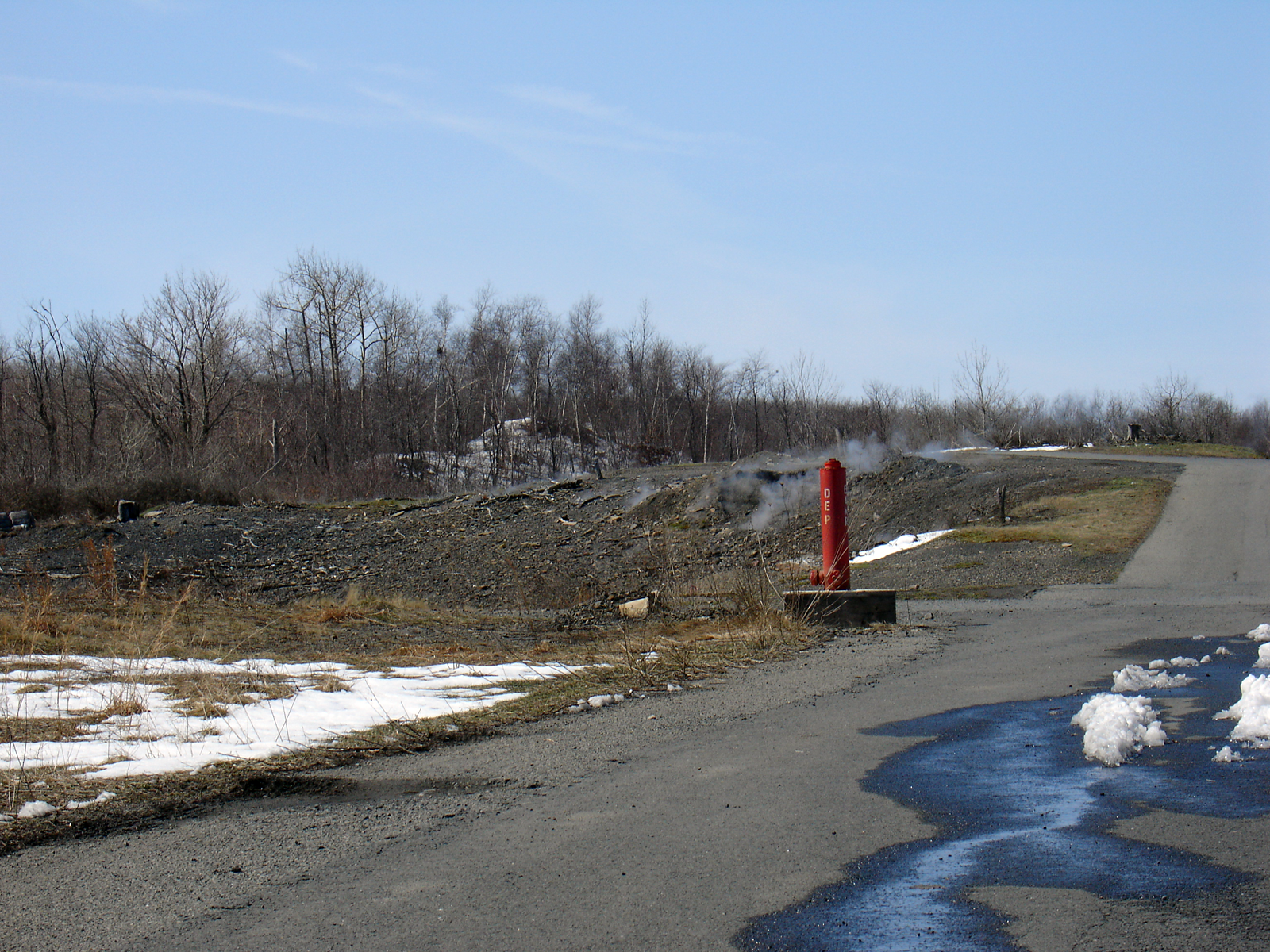
رخنمون رگه باک

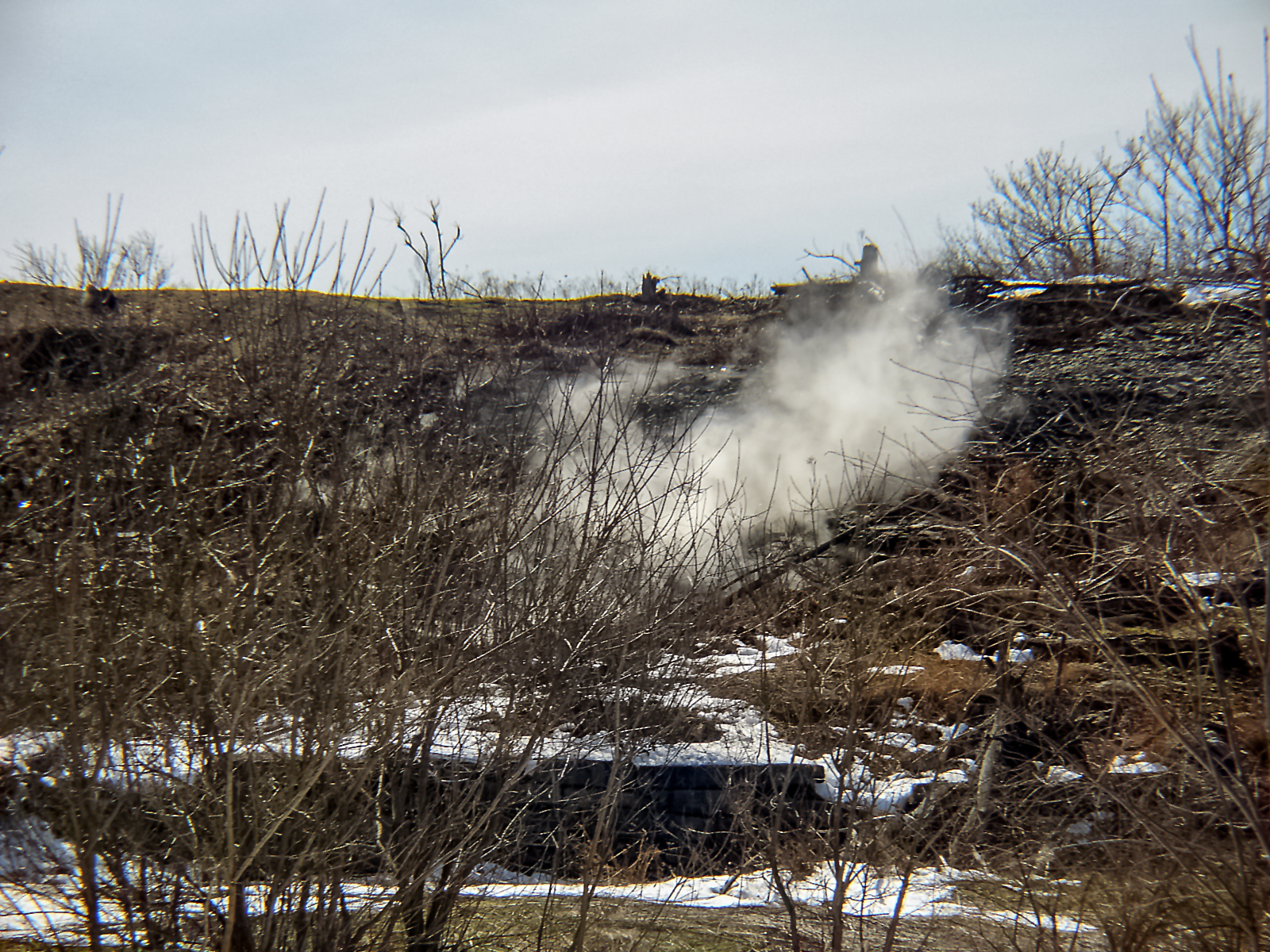
ستونی از بخار از زمین بلند می‌شود.

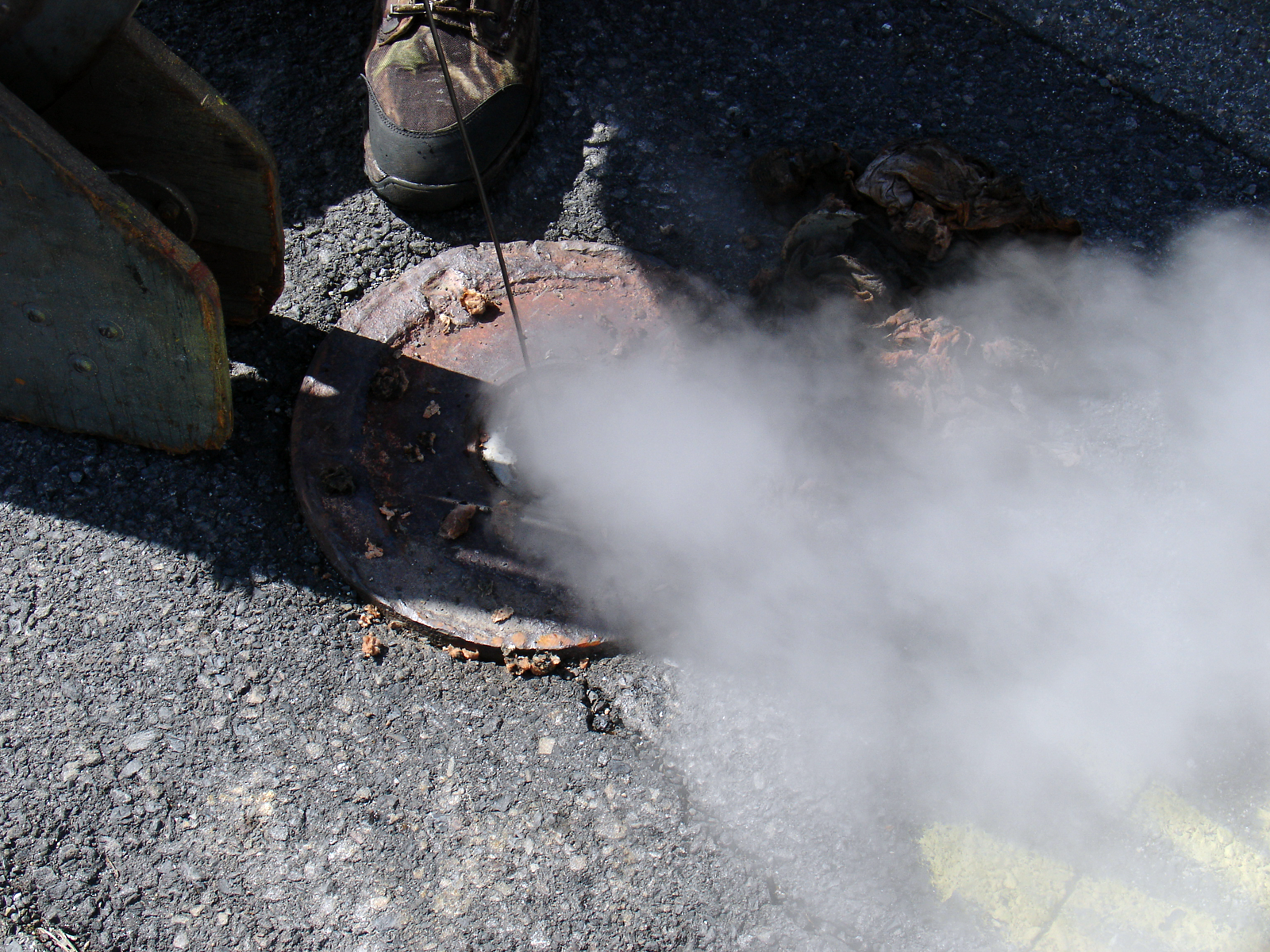
یک حفره نظارتی DEP

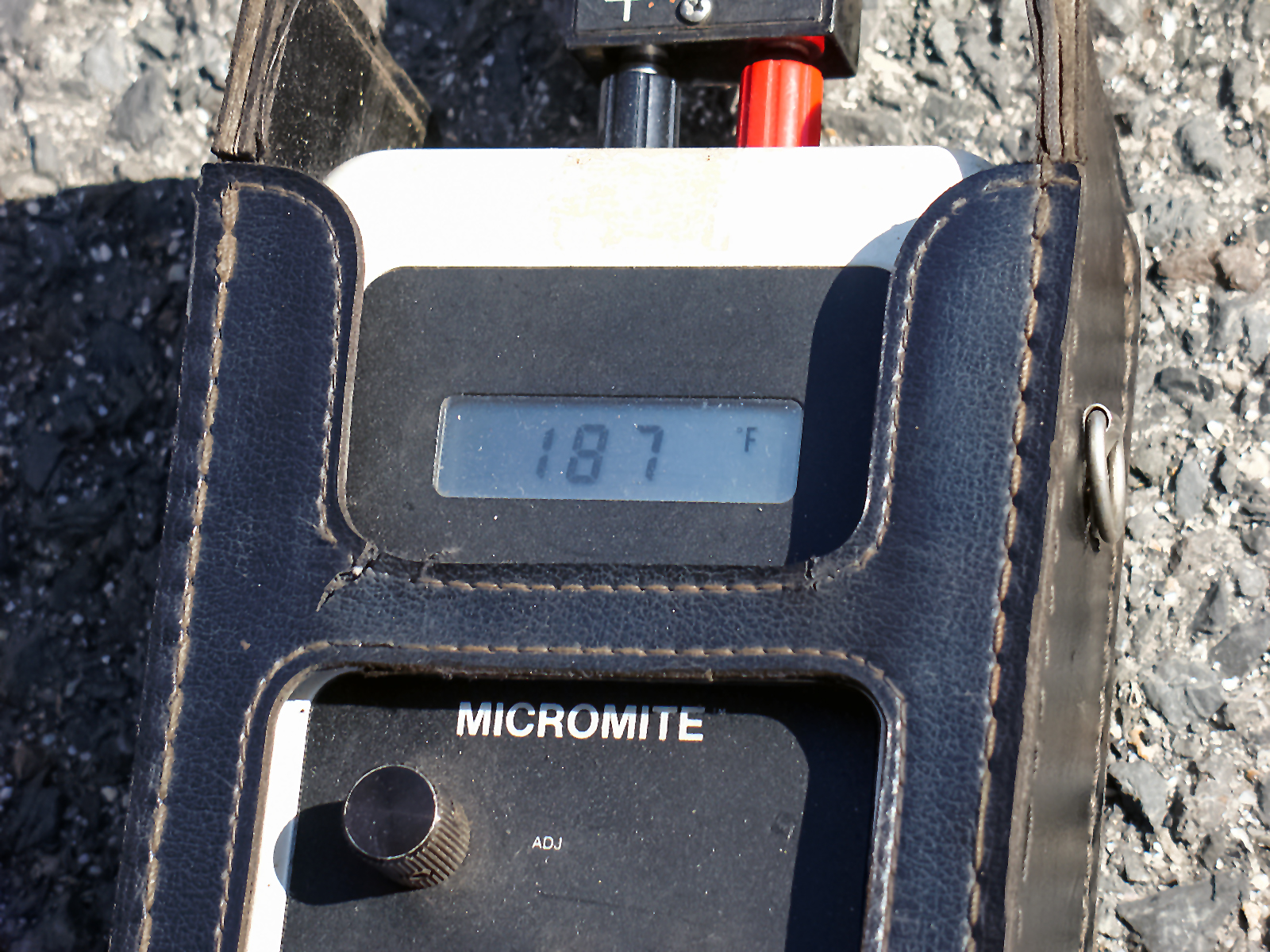
یک قرائت زیرزمینی DEP از 187 F

این‌جا جهانی بود که هیچ انسانی نمی‌توانست در آن زندگی کند؛ داغ‌تر از سیاره عطارد و با جوی به‌همان اندازه سمی مانند زهره یا زحل. در مرکز آتش، دما به‌راحتی از ۱۰۰۰ درجه فارنهایت (معادل ۵۴۰ درجه سلسیوس) فراتر می‌رفت. ابرهای مرگبار مونوکسید کربن و سایر گازهای سمی درون تونل‌ها و محفظه‌های سنگی می‌چرخیدند و محیطی خفه‌کننده و کشنده می‌ساختند.— دیوید دکاک، «خطر ناپیدا: تراژدی مردم، دولت و آتش‌سوزی معدن سنترالیا» (انتشارات دانشگاه پنسیلوانیا، ۱۹۸۶)

### طرح و اجرا
شورای شهر سنترالیا برنامه‌ای برای پاک‌سازی محل دفن زباله در معدن روباز ترتیب داد، اما در صورتجلسات شورا، جزئیاتی دربارهٔ روش پیشنهادی برای این پاک‌سازی ذکر نشده است. دیوید دکاک حدس می‌زند که دلیل این سکوت آن بوده که سوزاندن زباله (که ظاهراً روش انتخابی بوده) طبق قانون ایالتی ممنوع بوده است. با این حال، شورای سنترالیا تاریخی را برای اجرای عملیات تعیین کرد و پنج نفر از اعضای شرکت آتش‌نشانی داوطلب را برای پاک‌سازی محل دفن زباله استخدام نمود.